# Сермонета
Сермонета (итал. Sermoneta) — город в Италии, располагается в области Лацио, подчиняется административному центру Латина.
Население составляет 7073 человека (на 2004 г.), плотность населения составляет 144 чел./км². Занимает площадь 44 км². Почтовый индекс — 04013. Телефонный код — 0773.
Покровителем населённого пункта считается святой Иосиф. Праздник ежегодно празднуется 19 марта.